# Ramón Torrents
Ramón Torrents (Barcelona, 6 de diciembre de 1937) es un autor de cómics español, considerado uno de los miembros del Grupo de La Floresta.

## Biografía
En su adolescencia (de los 14 a los 18 años) cursa estudios artísticos en la Escuela Massana, Sant Luch y Bellas Artes de la ciudad Condal. Comenzó como profesional del dibujo en un taller de decoración en donde diseña formas y ornamentos que luego son tallados sobre cristal por artesanos especializados y por él mismo. Pero este tipo de trabajo le resulta aburrido y monótono. Considera que el cómic, o tal vez la ilustración, son unos medios más adecuados a su espíritu creativo y se lanza a la calle, carpeta a cuestas, en unos momentos muy complicados en los que la mayoría de los dibujantes españoles están emigrando a otros países o bien, los que no se han atrevido a dar el paso, se disputan los escasos puestos de trabajo que las editoriales del país ofrecen.
Consigue entrar en el entonces naciente estudio artístico de Selecciones Ilustradas (1956) gracias a la impresionante perfección de su dibujo a lápiz. Extraordinariamente dotado para la captación de las técnicas del dibujo, no tarda en dominar el uso de la tinta china. Curiosamente, sus primeros escarcéos en el mundo del cómic en Francia son pasados a tinta por otro dibujante de técnica tremendamente descuidada, aunque con mucho carácter: Florencio Clavé.
Este estudio S.I. lo introduce en el ámbito de la historieta en Gran Bretaña poco después y, junto con muchos otros artistas de su generación (González, Miralles, Prunés, Fernández, Longarón, ...) contribuje a lo que bien pudo denominarse "invasión de artistas españoles en las revistas británicas para adolescentes" (Boyfriend, Mirabelle, Jackie, Love Story Library... fueron algunos de los títulos que publicaron su trabajo durante más de dos años.
En 1967 se recluye junto con Carlos Gímenez, Luis García, Esteban Maroto, Suso Peña y Adolfo Usero en una aislada casa detrás del monte Tibidabo dando lugar al ya famoso Grupo de la Floresta. En esas fechas coopera directamente en la creación de la serie Cinco x Infinito (dibujo de fondos, figuras femeninas, naves espaciales, pasado a tinta, ...).
A finales de 1971 comienza a colaborar para las revistas de terror de la compañía Skywald, de la Editorial Warren Pubishing de Nueva York, Psicho y Nightmare. Pero el espaldarazo de la popularidad le llegó a través de sus intervenciones en revistas como Vampirella (donde crea el personaje Fleur) Eerie y Creepy, cuyas versiones españolas (Vampus, Rufus) lo dan a conocer en su propio país. Tras su colaboración con Warren, Torrents abandona el mundo de la historieta en 1979.[2]